# Alma Prica
Alma Prica (Zagreb, 17. rujna 1962.)  hrvatska je kazališna, televizijska i filmska glumica.

## Životopis
Kćer je hrvatskog književnika Čede Price Plitvičkog.

## Filmografija

### Televizijske uloge
- "Počivali u miru" kao Eva Bučević (2017.)
- "Der Kroatien Krimi" kao Tereza Remić (2016.)
- "Žutokljunac" kao učiteljica (2005.)
- "Kad zvoni?" kao Dunja (2005.)
- "Novo doba" (2002.)
- "Tales of Mystery and Imagination" kao Berenice (1995.)
- "Aleksa Šantić" kao Zorka (1992.)
- "Drakula" kao heroina nijemog filma (1990.)

### Filmske uloge
- "Dnevnik Diane Budisavljević" kao Diana Budisavljević (2019.)
- "F20" (2018.)
- "Comic Sans" (2018.)
- "Ministarstvo ljubavi" kao Ljerka (2016.)
- "Halimin put" kao Halima (2012.)
- "Svjedoci" kao novinarka (2003.)
- "Kao u lošem snu" kao časna sestra (2002.)
- "Alma Mahler" kao Alma Mahler (2001.)
- "Srce nije u modi" kao Marija Ružić (2000.)
- "Treća žena" kao Vera Kralj (1997.)
- "Puška za uspavljivanje" kao Marta (1997.)
- "Sedma kronika" kao Klara (1996.)
- "Između Zaglula i Zaharijusa" (1994.)
- "Kontesa Dora" kao Dora Pejačević (1993.)
- "Sestre" (1992.)
- "Moj brat Aleksa" kao Zorka Solina (1991.)
- "Krhotine – Kronika jednog nestajanja" kao Ines Livaja (1991.)
- "Povratak Katarine Kožul" kao Katarina Kožul (1989.)
- "Adagio" (1989.)
- "Život sa stricem" kao Marta (1988.)
- "Šest dana juna" (1985.)
- "Ekran sneži" kao Ema Sabo (1985.)
- "Zadarski memento" kao Rozalija (1984.)
- "Pijanist" (1983.)

### Sinkronizacija
- "Štrumpfovi: Skriveno selo" kao Štrumpflipa (2017.)
- "Ljepotica i zvijer" kao Čarobnica (2017.)
- "Auti 2" kao Helena Hitrošift (2011.)
- "Potraga za Nemom" kao Koraljka (2003.)

## Nagrade
- 1985. Rektorova nagrada (Sveučilište u Zagrebu)
- 1986. Orlando (Dubrovačke ljetne igre)
- 1987. Nagrada Udruženja dramskih umjetnika
- 1992. Dubravko Dujšin (Vjesnik)
- 1992. Mila Dimitrijević (HNK Zagreb) za ulogu Ondine u drami Ondine Jana Giraudouxa u izvedbi HNK Zagreb.
- 1992. Zlatna ruža Pazina (Pula Film Festival)
- 1993. Nagrada hrvatskog glumišta (HDDU) za ulogu Majke u predstavi Posljednja karika Lade Kaštelan u izvedbi GDK Gavella.
- 1993. Zlatna arena (Pula film festival) za ulogu u filmu Kontesa Dora.
- 1997. Mila Dimitrijević (HNK Zagreb) za ulogu Blanche DuBois u drami Tramvaj zvan žudnja Tennesseeja Williamsa u izvedbi HNK Zagreb.
- 1997. Zlatna arena (Pula film festival) za sporednu ulogu u filmu Treća žena.
- 1999. Nagrada hrvatskog glumišta (HDDU) za ulogu Alme Mahler u predstavi Alma Mahler Maje Gregl i Ivice Boban u izvedbi Teatra ITD.
- 1999. Mila Dimitrijević (HNK Zagreb) za ulogu Melite u predstavi Leda Miroslava Krleže u izvedbi HNK Zagreb.
- 2000. Mila Dimitrijević (HNK Zagreb) za ulogu Helene u predstavi Dobri Cecil P. Taylora u izvedbi HNK Zagreb.
- 2000. Nagrada festivala glumca (Festival glumca)
- 2001. Mila Dimitrijević (HNK Zagreb) za ulogu Rozalinde u predstavi Kako vam se sviđa William Shakespearea u izvedbi HNK Zagreb.
- 2002. Nagrada hrvatskog glumišta (HDDU) za najbolje ostvarenje u TV drami za ulogu Alme Mahler u TV adaptaciji predstave Alme Mahler.
- 2003. Mila Dimitrijević (HNK Zagreb) za ulogu Gemme Boić u predstavi Nevjesta od vjetra Slobodana Šnajdera u izvedbi HNK Zagreb.
- 2003. Zlatna arena (Pula film festival) za ulogu u filmu Svjedoci.
- 2005. Judita (Splitsko ljeto) za ulogu Hannah Jelkes u predstavi Noć Iguane Tennesseeja Williamsa.
- 2005. Peristil (Jutarnji list/Splitsko ljeto) za ulogu Hannah Jelkes u predstavi Noć Iguane Tennesseeja Williamsa.
- 2007. Fabijan Šovagović (Festival glumca) za ulogu Hasanaginice u predstavi Hasanaginica u izvedbi HNK Zagreb.
- 2008. Mila Dimitrijević (HNK Zagreb) za ulogu Christine u predstavi Elektri pristaje crnina Eugenea O'Neilla u izvedbi HNK Zagreb.
- 2009. Vladimir Nazor (Ministarstvo kulture) za ulogu Christine u predstavi Elektri pristaje crnina Eugenea O'Neilla u izvedbi HNK Zagreb i Nine Tomblin u predstavi I konje ubijaju, zar ne? Honnora McCoya i Ivice Boban u izvedbi HNK Zagreb.
- 2012. Nagrada hrvatskog glumišta (HDDU) za ulogu Medeje u predstavi Medeja Euripida.
- 2013. Mila Dimitrijević (HNK Zagreb) za ulogu Medeje u predstavi Medeja Euripida.
- 2013. Odlikovanje Danice hrvatske s likom Marka Marulića
- 2019. Zlatni Orion (Festival glumca) za ulogu Diane Budisavljević u filmu Dnevnik Diane Budisavljević

## Vanjske poveznice
- Alma Prica u internetskoj bazi filmova IMDb-u (engl.)